# CCHCR1
A proteína 1 da haste helicoidal de espiral enrolada, também conhecida como CCHCR1, é uma proteína que em humanos é codificada pelo gene CCHCR1.